# レガスピ空港
レガスピ空港（レガスピくうこう、英: Legazpi Airport）は、かつてフィリピン・ルソン島南部アルバイ州のレガスピに位置していた空港である。
廃港とされるまで、この空港は、運輸省傘下で、一部の国際空港を除くフィリピン国内の公共空港を管轄するフィリピン民間航空局によって、第1級の主要な国内空港と位置付けられていた。
2021年、この空港は、新設された、より大規模なビコル国際空港に取って代わられた。

## 就航航空会社と就航都市

### 国内線
| 航空会社             | 就航地                                                           |
| -------------------- | ---------------------------------------------------------------- |
| フィリピン航空       | ニノイ・アキノ国際空港（マニラ）                                 |
| セブパシフィック航空 | ニノイ・アキノ国際空港（マニラ）、マクタン・セブ国際空港（セブ） |
| セブゴー             | ニノイ・アキノ国際空港（マニラ）                                 |

## 2010年統計
統計はthe Civil Aviation Authority of the Philippinesより
| 利用者数 | 発着数 | 貨物取扱量 |
| -------- | ------ | ---------- |
| 435,151  | 2,556  | 979        |